# Ciske (trilogie)
Ciske is een trilogie van de Nederlandse schrijver Piet Bakker, waarvan de drie delen afzonderlijk uitkwamen tussen 1941 en 1946.

## Achtergrond
Tijdens de Tweede Wereldoorlog schreef Piet Bakker voor De Telegraaf enige cursiefjes over een “Kwekeling met akte”. Uitgeverij Elsevier vraagt deze cursiefjes tot een roman om te werken. Die roman krijgt als titel Ciske de Rat en verschijnt in 1941. Het boek is direct een succes en er worden 50 000 exemplaren van verkocht. Het vervolg: Ciske groeit op verschijnt in 1943. De trilogie wordt in 1946 voltooid met Cis de man.

## Ciske de rat
Ciske de rat is het verhaal van het onhandelbare joch, dat bij de burgerlijke stand bekend is als Franciscus Aloysius Gerardus Vrijmoeth. Voogdijraad, kinderbescherming, de ene school na de andere - niets kan Ciske in bedwang houden, tot hij in de klas komt van meneer Bruis. Meester Bruis is de eerste die Ciske als een normaal kind behandelt en uiteindelijk weer een plaats geeft in de maatschappij. 
De hele trilogie wordt vanuit het standpunt van Bruis verteld. Bruis is een idealist en verzet zich tegen het cynisme van zijn collega's en het schoolhoofd, Meneer Maatsuycker, die Ciske willen temmen met lichamelijk geweld. Ciske heeft het moeilijk, zijn moeder is alcoholiste, die Ciske en zijn broertjes regelmatig slaat en opsluit in het kolenhok. Ook laat ze Ciske werken in een kroeg waar ze zelf ook werkt. Ze heeft een relatie met een man (Bruis veronderstelt dat hij aannemer is), die Ciske 'ome Henri' moet noemen. Ciskes eigen vader zit op zee en is niet bij machte zijn zoon bij te staan. 
Bruis werpt zich op als beschermer en wordt zelfs de gezinsvoogd van de jongen. Samen met tante Jans, de moederlijke vriendin van Ciskes vader, en rechercheur Muysken van de kinderpolitie weet Bruis langzamerhand door te dringen tot de ziel van Ciske. Hij betrekt hem meer en meer bij de klas. In de klas stijgt het aanzien van Ciske en wordt hij door de andere kinderen geaccepteerd. Met name raakt hij meer en meer bevriend met een ander buitenbeentje, de invalide Dorus, die uitstekende schoolcijfers heeft, en ook met de lieve Betje, van wie de schoolresultaten het andere uiterste zijn. Niet iedereen accepteert Ciske, met name de door Bruis als vroegrijp omschreven Jantje Verkerk heeft een hekel aan hem. 
Dan slaat het noodlot toe. Als Ciske een boek van Dorus mag lenen, wordt dit door zijn tirannieke moeder aan stukken gescheurd. Woedend grijpt Ciske het eerste het beste voorwerp dat voor hem ligt en smijt het naar haar hoofd. Ongelukkigerwijs is het voorwerp een vleesmes en de moeder van Ciske krijgt het mes in haar keel. Ze is op slag dood. Ciske wordt gearresteerd en veroordeeld tot een half jaar tuchthuis.

## Ciske groeit op
Ciske groeit op vertelt de verdere lotgevallen van Ciske nadat hij zijn moeder heeft gedood. Ciske moet naar de tuchtschool. Bruis blijft zijn pupil volgen en bezoekt de jongen regelmatig. Tijdens die bezoeken ontmoet hij de vriendelijke kapelaan De Goey, die de katholieke jongens in de tuchtschool bijstaat. Hij heeft Ciske een Mariabeeldje gegeven. Het beeldje lijkt volgens Ciske op Betje en het wordt zijn steun en toeverlaat in zijn cel. Bruis schrikt van het effect dat de discipline op de ooit zo levendige Ciske heeft. Hij oogt braaf en gezeggelijk, maar dat is schijn. 
Na het ondergaan van een strafperiode volgt de moeilijke tijd van aanpassing aan de wereld buiten de tuchtschool, die hem vol onbegrip tegemoetkomt. Enkelen zijn echter nog steeds bereid hem te helpen in zijn nieuwe bestaan. Bruis is inmiddels van school veranderd en kan Ciske alleen nog van een afstand volgen. Wel weet hij Ciske weer een plaats in zijn oude klas te geven. Met behulp van Betje en Dorus krabbelt Ciske weer overeind. Zijn tuchtschoolperiode wordt hem echter voortdurend nagedragen, vooral door Jantje Verkerk. Er volgen vechtpartijen en confrontaties met de boze moeder van Jantje. De zaak escaleert als Ciske in het water aan de brouwerij tussen de moutschuiten terechtkomt en gewond raakt. Zijn aartsvijand Jantje Verkerk heeft zijn voet uitgestoken toen Ciske tot in de derde moutschuit wilde springen. Ciske herstelt echter snel en is nu helemaal geaccepteerd door zijn medeleerlingen.

## Cis de man
Cis de man rondt de trilogie af. Dit deel is sterk anti-Duits en kon pas na de bevrijding verschijnen.
Ciske is nu volwassen en stuurman op de grote vaart. Het is 1940 en de Duitsers dreigen Nederland binnen te vallen. Cis wordt  als soldaat opgeroepen voor de strijd bij de Grebbelinie. Daar ontmoeten personen uit de eerste twee delen elkaar weer.
Meester Bruis is ook opgeroepen. Hij is wachtmeester der artillerie en het toeval wil dat zijn vorige pupil tot zijn batterij behoort. Ook ontmoeten ze kapelaan De Goey, die nu majoor en aalmoezenier is. Cis' vijand Jantje Verkerk is er ook. Hij is sergeant bij de infanterie en haat Cis nog altijd. Cis ontdekt dat hij voor de Duitsers spioneert. Hiervoor wordt Verkerk opgepakt. Tijdens de mobilisatie ziet Bruis hoe zijn voormalige pupil is gegroeid. Cis is een evenwichtig mens geworden en toont grote moed. De soldaten luisteren meer naar hem dan naar wachtmeester Bruis. Als de inval van de Duitsers op 10 mei 1940 een feit is groeit die moed. Cis redt twee achtergelaten soldaten als het veldleger zich terugtrekt. Bij deze reddingspoging raakt hij zelf zwaargewond. Hij overleeft het ternauwernood en keert terug om met Betje te trouwen.

## Verfilming
De eerste twee boeken werden tweemaal verfilmd, in 1955 en in 1984. In de film uit 1984 speelde Danny de Munk de hoofdrol van Ciske. Tussen 2007 en 2017 is de Munk teruggekeerd om de rol, ditmaal als de volwassen Ciske, te spelen in de musical.

## Musical
Van 5 oktober 2007 tot 29 november 2009 ging een musical, gebaseerd op de gehele trilogie, op tournee door Nederland en België, met Danny de Munk in de hoofdrol als volwassen Ciske. De musical was gebaseerd op de gelijknamige film uit 1984, maar er zijn verhaallijnen uit het derde boek aan toegevoegd. In de musical wordt gewisseld tussen flashbacks van de jaren 30, en de dagen voorafgaand aan de Duitse aanval op Nederland in 1940. De muziek is geschreven door Henny Vrienten, met songteksten van André Breedland. Paul Eenens was de regisseur. Toenmalig koningin Beatrix was aanwezig bij de première in het Koninklijk Theater Carré. De show kreeg positieve recensies en heeft zeven Dutch Musical Awards in ontvangst genomen. Van deze productie is een CD en een DVD verschenen. 
De musical werd enigszins aangepast en in 2016 en 2017 opnieuw opgevoerd. Danny de Munk keerde terug in de hoofdrol en Paul Eenens ook als regisseur. In 2017 won de productie onder andere de Dutch Musical Award voor Beste Nederlandse Musical.